# Pablo Fajardo
Pablo Fajardo Mendoza (ur. 1972) – ekwadorski prawnik i działacz społeczny. Reprezentował 30 000 lokalnych autochtonów podczas procesu przeciwko Chevronowi w związku z katastrofą ekologiczną spowodowaną przez działalność Texaco (spółka przejęta przez Chevron) podczas prac na polu naftowym w Lago Agrio w latach 1964–1990.

## Biografia
Fajardo urodził się w prowincji Manabí jako szóste dziecko Jose Fajarda i Marii Mendozy. Z powodu suszy rodzina przeniosła się do prowincji Esmeraldas, a następnie do miejscowości Shushufindi. Jako nastolatek pracował na plantacji palmy, a później w firmie petrochemicznej, gdzie będąc świadkiem niesprawiedliwości społecznej i degradacja środowiska zdecydował się na podjęcie studiów prawniczych i działalność społeczną.
Podczas wieloletniego procesu przeciwko Chevronowi, Fajardo wielokrotnie był ofiarą pogróżek i prób zastraszenia. Z tego powodu komisja praw człowieka Organizacji Państw Amerykańskich nakazała podjęcie środków bezpieczeństwa w celu ochrony jego życia.
14 lutego 2011 sąd w Ekwadorze ogłosił, że korporacja Chevron zapłacić 9 mld dolarów odszkodowania za dewastacje środowiska w Lago Agrio. Wyrok uchylił 7 września 2018 sąd arbitrażowy w Hadze nakazując rządowi Ekwadoru wypłacenie firmie naftowej finansowej rekompensaty za straty podczas procesu. Jako argument podano oszustwa w materiale dowodowym strony reprezentowanej przez Fajardo.
W lipcu 2016 ekwadorski prawnik popadł w konflikt z reprezentowanymi przez niego organizacjami autochtonicznymi.

## Nagrody
Za swoją działalność otrzymał w 2007 nagrodę CNN Heroes, a 2008 nagrodę Goldmanów.
W 2009 roku powstał film dokumentalny Crude obrazujący prowadzoną przez niego batalię między autochtonami a korporacją petrochemiczną.